# Bogey Awards 2002
Nell'edizione del 2002 dei Bogey Awards, un film (Il Signore degli Anelli - La Compagnia dell'Anello) vinse il premio in titanio e tre quello in platino. Due conquistarono il Bogey Award in Oro e uno quello in argento, mentre otto pellicole portarono a casa il Bogey Award semplice.

## Premi

### Bogey Award in Titanio
- Il Signore degli Anelli - La Compagnia dell'Anello

### Bogey Award in Platino
- L'era glaciale
- Men in Black II
- Star Wars: Episodio II - L'attacco dei cloni

### Bogey Award in Oro
- Ocean's Eleven - Fate il vostro gioco
- Spider-Man

### Bogey Award in Argento
- Monsters & Co.

### Bogey Award
- 40 giorni & 40 notti
- Blade II
- Minority Report
- Parla con lei
- Italiano per principianti
- Rush Hour - Due mine vaganti
- Sexy Beast - L'ultimo colpo della bestia
- Signs